# Conseil des Églises baptistes et évangéliques du Cameroun
 (février 2017).
Si vous disposez d'ouvrages ou d'articles de référence ou si vous connaissez des sites web de qualité traitant du thème abordé ici, merci de compléter l'article en donnant les références utiles à sa vérifiabilité et en les liant à la section « Notes et références ».
Le Conseil des Églises baptistes et évangéliques du Cameroun (CEBEC) était une organisation protestante et évangélique au Cameroun. Il a fonctionné de 1956 à 1979.

## Histoire
Pour mettre en commun certaines ressources, des délégués de l’Église évangélique du Cameroun, de l'Union des églises baptistes du Cameroun et des membres de la Commission exécutive des missionnaires se rencontrèrent, les 11 et 12 décembre 1956, à Douala. La forme de la collaboration entre l’EEC et l’UEBC a été discuté pour la direction du travail et les modalités quant à la future direction des activités para-ecclésiastiques communes aux deux Églises. Le Conseil des Églises baptistes et évangéliques du Cameroun a été fondée pendant cette réunion. Lors de l'assemblée générale d'août 1978, le conseil a suggéré de trouver des solutions afin de modifier la nature centralisée du conseil et d’impliquer davantage les églises locales. L'Église évangélique du Cameroun s’est désengagée de la structure en 1979 mettant fin au Conseil.